# ウィリアムズバーグ貯蓄銀行
ウィリアムズバーグ貯蓄銀行 (Williamsburgh Savings Bank) は、ニューヨーク市ブルックリン区ウィリアムズバーグにある建築物。19世紀中頃から20世紀中頃にかけて重要な施設であった。
銀行の一連の合併により、20世紀には、HSBCグループができた。ジョージ・B・ポストによって設計されたオリジナルのドームや、後に建てられたウィリアムズバーグ貯蓄銀行タワーは、2つの印象的なビルとして残っている。ライバルの地方銀行で、近くにあるウィリアムズバーグ・ダイム貯蓄銀行は「DIME」と呼ばれ区別されている。
175 ブロードウェイのこの建物は、ニューヨーク市歴史建造物やアメリカ合衆国国家歴史登録財に登録されている。現在も建物は銀行として使用され続けている。2010年、フアン・フィゲロアは、建物と近くの建造物を購入し、450万$でウェイリン・B・シーモアズという名の宴会ホールや新しいホテルに改装した。